# Nora Connolly O’Brien

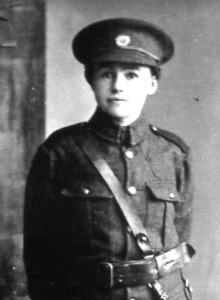
Nora Connolly in der Uniform der Cumann na mBan, ca. 1916

Nora Connolly O’Brien (irisch Nóra Ní Chonghaile, Bean Uí Bhriain; * 14. November 1892 in Edinburgh, Schottland, Großbritannien; † 17. Juni 1981 in Dublin, Irland) war eine irische Republikanerin und sozialistische Aktivistin.

## Leben

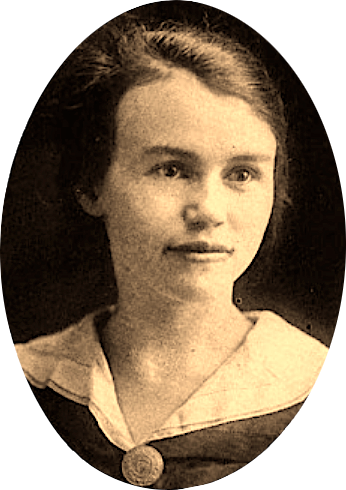
Nora Connolly in jungen Jahren

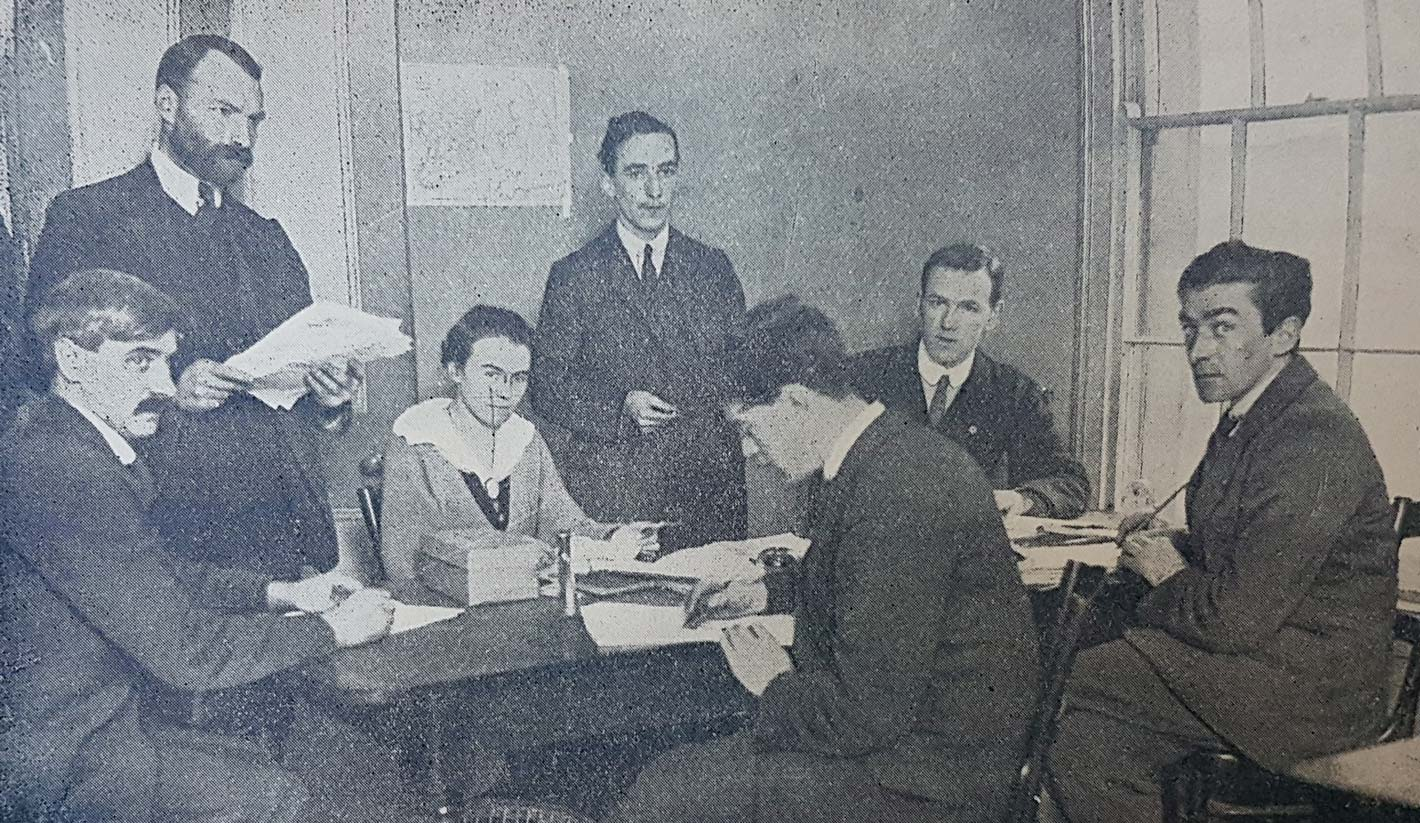
Nora Connolly (3. v. l.), bei einer Besprechung 1919 in der Liberty Hall (Dublin)

### Herkunft und Jugend
Nora Connolly wurde in Edinburgh, in der Lothian Street 6, als eines von sieben Kindern (sechs Töchter, ein Sohn) des irischstämmigen Gewerkschafters James Connolly und dessen Frau Lillie Connolly, geb. Reynolds, geboren. Die Karriere des Vaters führte die Familie nach Dublin (1896–1904), Troy (New York) (1904–1905) und Newark (New Jersey) (1905–1910). Überall dort ging sie zur Schule. Ihr Vater, der überzeugter Feminist war, bestärkte sie in ihrer intellektuellen und politischen Entwicklung. Schon in jungen Jahren begleitete Nora Connolly ihren Vater zu politischen Versammlungen; mit acht Jahren nahm sie an seiner viermonatigen Lesungsreise durch Schottland teil. Als ihre ältere Schwester 1904 kurz vor der Abreise in die USA starb, war sie damit das älteste Kind der Familie. Gegen den Wunsch des Vaters brach sie mit 13 Jahren die Schule ab, um zum Unterhalt der Familie beitragen zu können. Sie arbeitete in einem Modegeschäft und im New Yorker Büro der Irish Socialist Federation.

### Aktivitäten bis zum Osteraufstand 1916
1910 wurde sie Mitarbeiterin der Zeitung der Federation, The Harp, die von James Connolly gegründet worden war. Im selben Jahr kehrte die Familie nach Dublin zurück, um sich dann 1911 in Belfast niederzulassen. Dort arbeitete sie in einem Bekleidungslager und betätigte sich noch intensiver in der republikanischen sowie in der Arbeiterbewegung. Sie trat in Belfast der Jugendorganisation der Irish Volunteers bei, der Na Fianna Éireann, die dort als erste Einheit in Irland Mädchen als Mitglieder zuließ. Sie half dabei, die Young Republican Party aufzubauen, die sich gegen eine mögliche Teilung Irlands im Zuge der Home-Rule-Diskussionen wandte. Während der Aussperrungen 1913 und 1914 sammelte sie Spendengelder für die davon betroffenen Arbeiter. Später schmuggelte sie Waffen und Munition für die Einheit der Irish Volunteers in Belfast.
1915 leitete sie die Abteilung der Cumann na mBan in Belfast, wobei sie dafür sorgte, dass die Frauen ebenso wie die Männer der Irish Volunteers im Gebrauch von Gewehren geschult und militärisch gedrillt wurden. Anfang April 1916 wurde Nora Connolly von der Irish Republican Brotherhood (IRB) entsandt, um Liam Mellows zu unterstützen. Mellows war nach England deportiert worden, aber heimlich, als Priester verkleidet, nach Irland zurückgekehrt, um die Irish Volunteers in Galway im bevorstehenden Osteraufstand zu kommandieren. Am 22. April 1916 führte sie das Ersthelfer-Korps der Cumann na mBan an, das die Belfast Volunteers bei der Mobilmachung im County Tyrone unterstützte. Als von Eoin MacNeill und Michael Joseph O’Rahilly der Befehl kam, den Aufstand nicht durchzuführen, reiste sie mit einem Nachtzug nach Dublin, um eine Klarstellung von ihrem Vater zu erhalten. Am Ostermontag fuhr sie morgens nach Tyrone zurück, mit dem Befehl zum Aufstand von Pádraig Pearse. Doch die Divisionen im Norden waren nicht mehr zum Aufstand zu bewegen. So machte sie sich mit ihrer Schwester Ina wieder auf den Weg nach Dublin. Aufgrund von Zugausfällen mussten sie den größten Teil des Weges von Dundalk zu Fuß gehen und in der Nähe von Balbriggan eine Nacht auf freiem Feld verbringen. Sie kamen erst Stunden nach der Kapitulation der Aufständischen in Dublin an. Sie begleitete noch ihre Mutter zu einem letzten Besuch bei ihrem Vater im Gefängnis, wenige Stunden, bevor er von den Briten erschossen wurde.

### Aktivitäten bis zum irischen Unabhängigkeitskrieg und dem folgenden Bürgerkrieg bis 1923
Die Familie war nun praktisch mittellos. Nora Connolly folgte dem Wunsch ihres Vaters und ging im August 1916 in die USA, um dort Arbeit zu suchen. Doch schon bald machte sie erneut Propaganda für die republikanische Sache. Von den irisch-amerikanischen Organisationen wurde sie als erste Teilnehmerin am Osteraufstand, die die USA besuchte, euphorisch empfangen. 1916 und 1917 sprach sie bei Veranstaltungen in den Oststaaten vor großem Publikum. Ihr Buch The unbroken tradition, in dem sie in Anekdoten ihre Rolle vor und während des Aufstands beschrieb, wurde in den USA jedoch verboten, weil es für deren Allianz mit den Briten im Ersten Weltkrieg schädlich gewesen wäre. Da das Home Office ihre Rückreise nach Irland verweigerte, reiste Nora Connolly im Sommer 1917 inkognito nach England, wo sie sich eine Weile versteckt hielt. Weil sie die neutrale Haltung der Labour Party in der nationalen Frage ablehnte, warb sie bei den Wahlen im Dezember 1918 für die Sinn Féin und blieb während des Unabhängigkeitskriegs von 1919 bis 1921 für die Cumann na mBan aktiv.
Während des Waffenstillstands war sie im September 1921, gemeinsam mit ihrem Bruder Roddy Connolly, Mitglied einer linken Gruppierung, die die Socialist Party of Ireland (SPI) (nicht zu verwechseln mit späteren Parteien dieses Namens) unterwanderte, den gemäßigten Parteivorstand entließ und die Partei als Communist Party of Ireland (CPI) neu konstituierte. Sie fungierte als Schatzmeisterin der Partei, unter ihrem Bruder Roddy als Vorsitzendem.
Nach ihrer Heirat im Februar 1922 mit Seamus O’Brien, einem Handelsreisenden und ehemaligem Kurier von Michael Collins, nahm sie den Namen Nora Connolly O’Brien an. Ihre Ehe blieb kinderlos.
Während der ersten Wochen des Bürgerkriegs beaufsichtigte sie einen Erste-Hilfe-Posten der Vertragsgegner an der Tara Hall in Dublin. Bis zu ihrer Verhaftung durch die Behörden des Freistaats im November 1922 war sie Sekretärin des republikanischen Ministers Austin Stack. Nora Connolly O’Brien war nacheinander in Mountjoy, Kilmainham und North Dublin Union inhaftiert. Sie und ihr Ehemann waren beide an ihrem ersten Hochzeitstag im Gefängnis. Im August 1923 wurde sie nach einer Habeas-Corpus-Verhandlung freigelassen, weil die Ungesetzlichkeit ihrer Inhaftierung festgestellt wurde.

### Aktivitäten bis zum Ende des Zweiten Weltkriegs
Nachdem sich die CPI 1924 aufgelöst hatte, gründete Nora Connolly O’Brien gemeinsam mit ihrem Bruder die von 1926 bis 1927 bestehende Workers’ Party of Ireland, verließ diese jedoch bald darauf wieder, weil es ihnen nicht gelang, die Irish Worker League von James Larkin als irischen Teil der Kommunistischen Internationale abzulösen.
Gemeinsam mit Peadar O’Donnell versuchte sie 1934 in Belfast örtliche Gruppen des Republican Congress zu organisieren, einer Nachfolgeorganisation des gescheiterten Saor Éire, die u. a. von Frank Ryan ins Leben gerufen worden war. So gewann sie etliche protestantische Arbeiter in Shankill und Newtownards für ihre James Connolly Workers’ Republican Clubs. Bei der Parteiversammlung des Republican Congress am 28. September 1934 in Rathmines unterstützte sie den Antrag, das Ziel der Gründung einer Arbeiterrepublik zu verfolgen. Als O’Donnells Gegenantrag, eine arbeitergeführte republikanische Einheitsfront zu gründen, angenommen wurde, verließ sie den Congress wieder. Sie leitete daraufhin die Ortsgruppe der Labour Party in Drimnagh, einem Vorort von Dublin. Als aber 1939 auch Labour das Ziel einer Arbeiterrepublik aus den Statuten strich, trat sie aus der Partei aus. Während der 1930er-Jahre arbeitete Nora Connolly O’Brien als Korrespondentin und Statistikerin für die Irish Transport and General Workers’ Union. Im Zweiten Weltkrieg war sie Telefonistin im Hauptpostamt von Dublin, bis sie krankheitsbedingt in den Ruhestand gehen musste. Ihr Mann arbeitete seit etwa 1940 im Verteidigungsministerium.

### Spätere politische und literarische Aktivitäten
Von 1957 bis 1969 war sie unabhängiges Mitglied im Seanad Éireann, jeweils von den Taoisigh Éamon de Valera und Seán Lemass dazu ernannt. Als Senatorin stimmte sie gegen etliche Anträge der Fianna Fáil, insbesondere 1959 bei den Bemühungen, das Verhältniswahlrecht abzuschaffen, und bei einem von der Kirche befürworteten Gesetzentwurf zur Unterbringung jugendlicher Straftäterinnen in Magdalenenheimen.
Trotz nachlassender Sehkraft war sie noch 1978 Mitherausgeberin des Buches James Connolly wrote for today und diktierte 1981 ihr letztes Buch We shall rise again, in dem sie, vor dem Hintergrund der damals aktuellen Hungerstreiks im Maze-Gefängnis, ihre Unterstützung für die „Politik des bewaffneten Kampfes“ der Provisional Irish Republican Army ausdrückte. Sie trat bis kurz vor ihrem Tod auf Veranstaltungen auf, bei denen sie sich für die Gefangenen einsetzte.
Nora Connolly O’Brien wurde auf dem Friedhof von Glasnevin beerdigt.

## Werke
- Nora Connolly O’Brien: The Irish Rebellion of 1916 or the Unbroken Tradition, Legare Street Press, 2022, ISBN 978-1-01-597105-9.
- Nora Connolly O’Brien: James Connolly: Portrait of a rebel father, Four Masters, Dublin, 1975, ISBN 978-0-905001-00-5.